# I Need You to Turn To
I Need You to Turn To è una canzone scritta ed interpretata da Elton John. Il testo è di Bernie Taupin.
Proviene dall'omonimo album Elton John del 1970, nel quale è la seconda traccia; inizialmente creata come una ballata per il pianoforte, nella versione definitiva mostra invece John alle prese con il clavicembalo nel più puro stile barocco. È inoltre evidente in tutto il brano l'orchestra sinfonica che accompagna la voce della rockstar. Il brano destò l'interesse, insieme all'album di provenienza, di molte riviste musicali come Rolling Stone.
Di I Need You To Turn To esiste anche una demo, pubblicata sulla raccolta del 1994 The Unsurpassed Dick James Demos.
Eseguita spesso nei concerti (soprattutto nei solo piano), è anche la seconda traccia dell'album live del 1987 Live in Australia with the Melbourne Symphony Orchestra.
In italiano è stata incisa dai Dik Dik con il titolo tradotto in E ho bisogno di te, con il testo scritto dal cantante del complesso, Giancarlo Sbriziolo detto Lallo, che in questa occasione usa lo pseudonimo Sbrigo.